# Vincent Lukas
Vincent Lukas (auch: Lucas geschrieben) war ein niederländischer Bildhauer des 16. Jahrhunderts.

## Leben und Werk
Lukas war ein bekannter Bildhauer aus Friesland. Wahrscheinlich war er Schüler des Monogrammisten Benedictus Gerbrandts („BG“). Als Bildhauer bearbeitete er hauptsächlich Grabsteine, die er im frühen Renaissancestil mit reicher Dekoration versah. Bisher ist ungeklärt, auf welchem Weg Lukas flämisch beeinflusst wurde. Der Ort Franeker, wo Lucas arbeitete, war bekannt für seine Handwerkskunst. Hier wirkten die Meister Vincent Lucas und Claes Jelles. Ausgehend von Friesland wirkte Lukas bis nach Ostfriesland.
Er schuf unter anderem zwei Grabplatten mit Darstellungen des Totentanzes, die sich heute in der Kirche zu Hinte befinden. Das Grabdenkmal für Junker Aeildt Vrese in der Uttumer Kirche wird ihm ebenfalls zugeschrieben. Auch hier ist über dem Totentanz das Monogramm „VL“ eingearbeitet. „Der imposante Grabstein von der Familie van Adrichem aus 1556, mit der Signatur von dem friesischen Bildhauer Vincent Lucas, ist zu sehen unter der Orgel des Akademiegebäudes“ in Leiden. Im Jahr 1550 wurde in der Kirche vom benachbarten Burgwerd eine große Grabplatte von Lukas bearbeitet.